# Ν
Νi (Ν ou ν; em grego:  νι, transl.: ni) é a décima terceira letra do alfabeto grego. Designa-se e pronuncia-se ni, nu ou niú.

No sistema numérico grego vale 50 e no modo matemático do LaTeX, é representada por: {\displaystyle \mathrm {N} } e {\displaystyle \nu }. O seu equivalente no alfabeto latino é a letra N.
A palavra ni é escrita na forma νῦ na ortografia politónica grega tradicional. Em grego moderno, às vezes é escrita na forma νι (ni). Em ambas as versões, é pronunciada, no idioma original, como [ni].
A letra ν minúscula é usada como símbolo para:
- A frequência de uma onda em física e outros campos
- A viscosidade cinemática em mecânica dos fluidos
- O Coeficiente de Poisson em Mecânica dos Sólidos
- Qualquer um dos três tipos de neutrino, em física de partículas

## Classificação
- Alfabeto = Alfabeto grego
- Fonética = /Ne/, Letra N